# برام‌شاو
برام‌شاو (به انگلیسی: Bramshaw) یک روستا و محله مدنی در بریتانیا است که در New Forest واقع شده‌است. برام‌شاو ۶۸۴ نفر جمعیت دارد.